# Иронский диалект
Иро́нский диале́кт (восто́чно-осети́нский; осет. ирон æвзаг) — один из двух основных диалектов осетинского языка (наряду с дигорским), распространённый среди восточных осетин (иронцев), субэтноса осетин.
На иронском диалекте говорит большинство северных осетин (бо́льшая часть плоскостной Осетии, а также Куртатинское, Тагаурское и Алагирское ущелья).
С незначительными лексическими заимствованиями из дигорского положен в основу одного из вариантов литературного осетинского языка. На нём вещает Северо-Осетинское радио и телевидение, выходят ежедневные республиканские газеты «Рӕстдзинад» (в Республике Северная Осетия — Алания).

## Говоры
В Северной Осетии в результате переселения из гор на предгорные равнины говорные различия в иронском диалекте нивелировались с вытеснением других говоров «сокающим» (по произношению ц — фонемы /s/) куртатинским.

## Родственные диалекты
В Южной Осетии иронский диалект представлен тремя говорами — кударским (основной по числу носителей), ксанским и минимальный урстуальским. Первый (называемый в науке также кударо-джавским, джавским) характеризуясь регулярными переходами согласных (дз в дж и др.) и качеством гласных переднего ряда по всем основным фонетическим, морфологическим и лексическим признакам близкий с иронским и дигорским диалектом. В южных говорах больше грузинских заимствований, в иронских на месте тех же заимствований — русские корни (например, «роза» на севере называется розæ, а на юге уарди).
Некоторые авторы, как Г. С. Ахвледиани, Ю. А. Дзиццойты и И. Гершевич выделяют кударо-джавское наречие в осетинском языке (в частности, на основании особой парадигмы будущего времени глагола). И. Гершевич, кроме того, указывал на близость кударо-джавского наречия c некоторыми скифскими рефлексами, считая этот говор потомком скифского, в отличие от северо-иронских говоров, которые, по его мнению, являются потомками сарматского. В свою очередь Ф. Тордарсон полагал, что кударо-джавское наречие в некотором отношении представляет собой более архаичный вариант говора в иронском.

## Литературные произведения на иронском
На иронском диалекте написаны произведения Коста Левановича Хетагурова (1859—1906), которые стали классическими.